# Tiejia Shuiku
Tiejia Shuiku är en reservoar i Kina. Den ligger i provinsen Liaoning, i den nordöstra delen av landet, omkring 200 kilometer söder om provinshuvudstaden Shenyang. Tiejia Shuiku ligger 22 meter över havet. Arean är 11,1 kvadratkilometer. Omgivningarna runt Tiejia Shuiku är en mosaik av jordbruksmark och naturlig växtlighet. Den sträcker sig 4,9 kilometer i nord-sydlig riktning, och 7,0 kilometer i öst-västlig riktning.
Genomsnittlig årsnederbörd är 1 408 millimeter. Den regnigaste månaden är juli, med i genomsnitt 513 mm nederbörd, och den torraste är januari, med 11 mm nederbörd.